# Re*PINK BONNIE PINK REMIXES
『re*PINK BONNIE PINK REMIXES』（リ・ピンク・ボニーピンク・リミックス）は、2002年2月27日発売のBONNIE PINKのリミックス・アルバム。発売元はワーナーミュージック・ジャパン。CDコードはWPC7-10130。

## 概要
『re*PINK BONNIE PINK REMIXES』はBONNIE PINK、初のリミックス・アルバムである。国内外のアーティストがアルバム『Let go』、『Just a Girl』の曲を中心にリミックスしている。
このアルバムは『BONNIE'S DINER』と題されたキャンペーン商品の一部で、同時期にリリースされたBONNIE PINK関連商品4タイトルのキャンペーン対象商品の内、3作品以上購入すると、オリジナル・ランチョンマットがプレゼントされた。またダブル特典として、抽選で全国共通ディナー券がプレゼントされた。

## 収録曲
（全作詞・作曲:BONNIE PINK）
1. Just a Girl (Chamber Funk Remix) （5:15）
（リミックス：Everton Nelson）
2. SWEET (Edwards Extended Vocal Mix) （6:44）
（リミックス：Todd Edwards）
3. Reason (Season Dub) （5:27）
（リミックス：井上薫 for Chari Chari）
4. Sleeping Child (the gyration of virgin microbes Mix) （4:33）
（リミックス：stereolab）
5. Take Me In (DJ HASEBE Remix) （5:05）
（リミックス：DJ HASEBE）
6. Communication (Atom Remix) （4:12）
（リミックス：Atom Heart）
7. Thinking of You (数珠リディムMix) （5:41）
（リミックス：HAKASE）
8. Fish (CORNELIUS Remix) （3:58）
（リミックス：CORNELIUS）
9. オレンジ (テイ＄トウワRemix) （4:11）
（リミックス：テイ＄トウワ）